# World Heavyweight Championship (WWE)
World Heavyweight Championship (em português: Campeonato Mundial dos Pesos Pesados) é um campeonato mundial dos pesos pesados de luta livre profissional masculino criado e promovido pela promoção americana WWE, defendido na divisão da marca Raw. É um dos dois títulos mundiais masculinos no plantel principal da WWE, juntamente com o Campeonato da WWE, que é defendido  na marca do SmackDown. O atual campeão é Seth Rollins, que está em seu segundo reinado. Ele derrotou o campeão anterior CM Punk após fazer o cash-in do contrato Money in the Bank na Noite 1 do SummerSlam, em 2 de agosto de 2025.
A criação do título ocorreu devido ao fato de Roman Reigns, na época, deter simultaneamente o Campeonato da WWE e o Campeonato Universal como o Campeonato Indiscutível Universal da WWE. Com o anúncio do Draft de 2023 da WWE, o Campeonato Mundial dos Pesos Pesados foi revelado no episódio de 24 de abril de 2023 do Raw e, posteriormente, passou a ser exclusivo do Raw, depois que Reigns e o Campeonato Indiscutível Universal da WWE se tornaram exclusivos do SmackDown. O primeiro campeão do Campeonato Mundial dos Pesos Pesados foi Seth "Freakin" Rollins.
O título é diferente do Campeonato Mundial dos Pesos Pesados anterior da WWE, que foi disputado de 2002 a 2013, quando foi unificado ao Campeonato da WWE. Os dois títulos compartilham o mesmo nome, mas não compartilham a mesma linhagem.

## História

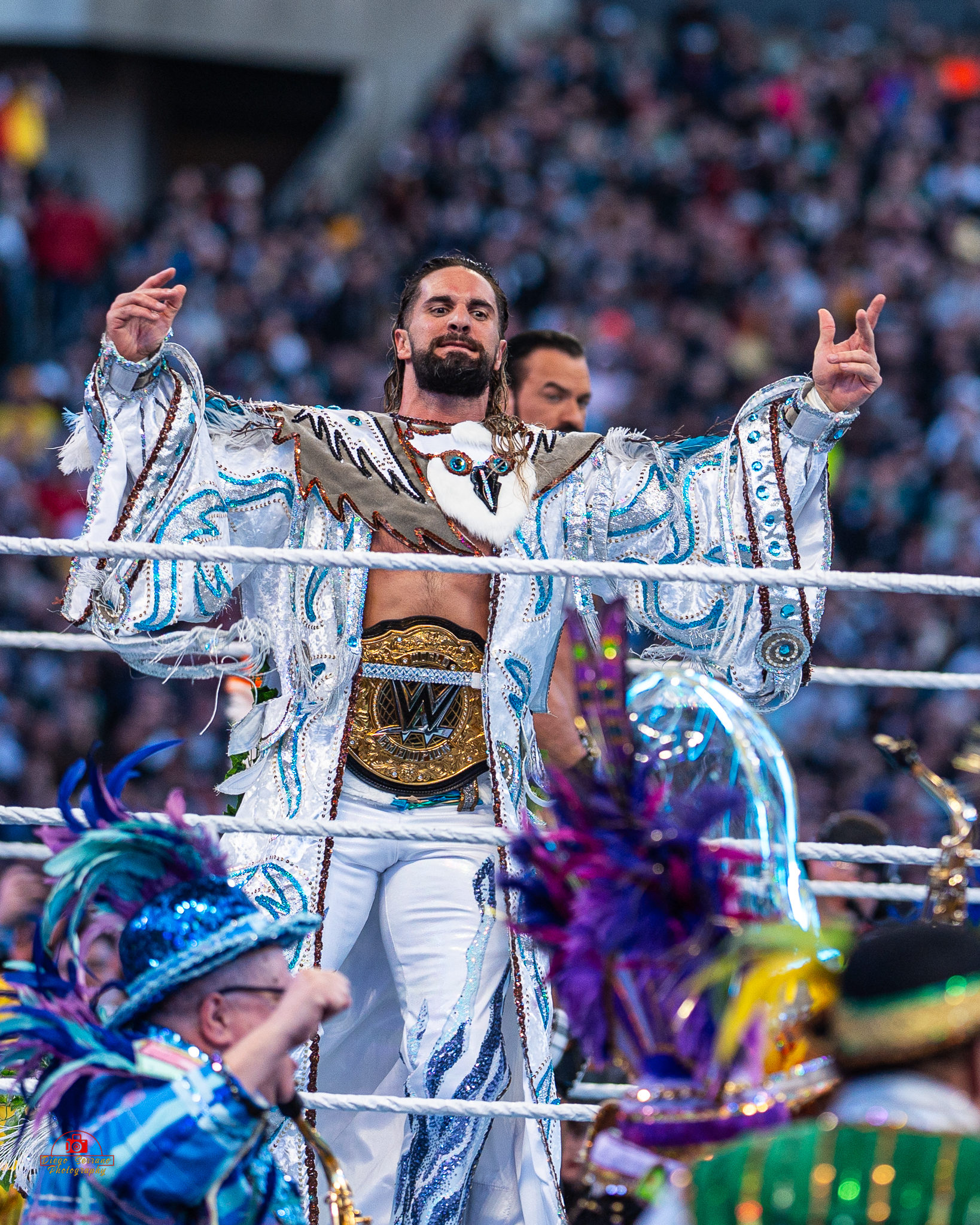
Campeão inaugural, Seth "Freakin" Rollins.

No episódio de 24 de abril de 2023 do programa de televisão principal de luta livre da WWE, Monday Night Raw, o diretor de conteúdo da WWE, Triple H, anunciou o Draft da WWE de 2023, um processo para atribuir os lutadores a uma marca. Ele então se dirigiu a Roman Reigns e o Campeonato Indiscutível Universal da WWE. Desde a WrestleMania 38 em abril de 2022, Reigns havia detido e defendido os dois campeonatos mundiais da promoção, o Campeonato da WWE e o Campeonato Universal da WWE, como o Campeonato Indiscutível Universal da WWE, nas marcas Raw e SmackDown. No entanto, devido aos termos de seu contrato, Reigns fez defesas de título de forma esporádica. Triple H decidiu que Reigns e seu campeonato indiscutível se tornariam exclusivos de uma marca, e que um novo Campeonato Mundial de Pesos Pesados seria defendido na outra marca. Também foi revelado que o campeão inaugural seria coroado no Night of Champions, em 27 de maio de 2023. Durante a Noite 1 do Draft, no episódio de 28 de abril de 2023 do Friday Night SmackDown, Reigns foi transferido para o SmackDown, tornando o Campeonato Mundial dos Pesos Pesados exclusivo do Raw.
Durante a coletiva de imprensa do Backlash em 5 de maio de 2023, Triple H anunciou um torneio pelo título, incluindo lutadores de ambas as marcas, com uma chave para cada marca. A primeira rodada e as semifinais de cada chave foram agendadas para os episódios de 8 e 12 de maio do Raw e SmackDown, respectivamente. As lutas da primeira rodada de cada episódio consistiram em duas lutas triple threat, com os vencedores avançando para as semifinais em uma luta individual na mesma noite, e os vencedores dessas semifinais avançando para a luta pelo campeonato no Night of Champions. De acordo com o jornalista de luta livre Dave Meltzer, a razão para a inclusão de lutadores do SmackDown no torneio foi devido à tentativa da WWE de manter a audiência para o episódio de 12 de maio do SmackDown, já que esse e outros programas de luta livre na semana estavam concorrendo diretamente com os playoffs da NBA de 2023.
Os participantes do Torneio pelo tornando o Campeonato Mundial dos Pesos Pesados foram revelados em 7 de maio no canal oficial da WWE no YouTube: Rollins, Cody Rhodes, Damian Priest, Finn Bálor, Shinsuke Nakamura e The Miz do Raw, e AJ Styles, Austin Theory, Bobby Lashley, Edge, Rey Mysterio e Sheamus do SmackDown. No episódio de 8 de maio do Raw, Rollins venceu Nakamura e Priest no primeiro combate triple threat, enquanto Bálor derrotou Miz e Rhodes no segundo. Rollins então venceu Bálor nas semifinais, conquistando a chave do Raw. No episódio de 12 de maio do SmackDown, Styles venceu Edge e Mysterio no primeiro combate triple threat, enquanto Lashley derrotou Sheamus e Theory no segundo. Styles então venceu Lashley nas semifinais, ganhando a chave do SmackDown, o que preparou a final do torneio entre Rollins e Styles. No Night of Champions, Rollins derrotou Styles para se tornar o primeiro campeão mundial dos pesos pesados. O título foi defendido pela primeira vez no episódio de 5 de junho do Raw.

## Design do cinturão
O cinturão do Campeonato Mundial dos Pesos Pesados tem um design que presta homenagem ao histórico Big Gold Belt, que foi usado para o antigo Campeonato Mundial dos Pesos Pesados da WWE e também para o Campeonato da WCW antes disso. Além disso, o cinturão traz tributos aos designs anteriores do campeonato mundial original da empresa, o Campeonato da WWE (1963–presente).
Assim como o histórico Big Gold Belt, o título possui três grandes placas de ouro em uma faixa de couro preta. Todas as três placas incluem filigranas tradicionais, com cada uma contornada por um acabamento de corda, representando as três cordas de um ringue de luta livre. Como todos os outros cinturões de campeões da WWE, as placas laterais incluem uma seção central removível, que pode ser substituída pelo logo do campeão vigente, no lugar da placa com o nome que estava no Big Gold Belt original. As placas laterais padrão apresentam o logo dourado da WWE sobre um globo (as placas laterais personalizáveis foram introduzidas com a versão de 2013–2014 do cinturão do Campeonato da WWE).
No centro da placa central, há um grande globo com o logo da WWE sobre ele. O logo da WWE é prateado, com os espaços em branco do globo preenchidos em preto. O próprio globo representa que o título é defendido ao redor do mundo. Acima do globo, há uma faixa com a palavra "WORLD" (mundo) escrita em prata, e abaixo do globo, outra faixa com a palavra "CHAMPION" (campeão), também em prata. Ainda na placa central, há três leões, que representam o brasão da família McMahon (já que a WWE foi fundada e era de propriedade da família McMahon até setembro de 2023). Há um leão de corpo inteiro em cada lado oposto do globo, olhando para fora, enquanto o terceiro leão é uma cabeça de leão localizada na parte inferior da placa central. O brasão da família McMahon foi anteriormente incluído nas placas laterais dos cinturões do Campeonato da WWE de 1998 a 2005. No topo da placa central, logo acima da faixa "WORLD", há uma coroa, uma referência ao cinturão do Campeonato da WWE de Bruno Sammartino durante seu longo reinado (também havia uma coroa no Big Gold Belt). Acima da coroa, está uma águia, uma homenagem aos diversos cinturões do Campeonato da WWE que incluíam uma águia até 2013, mais notavelmente o design do cinturão Winged Eagle (1988–1998). Há um total de 60 diamantes espalhados pelas três placas; esses diamantes foram colocados em comemoração ao 60º aniversário da WWE, já que a empresa foi fundada em abril de 1963 e o título foi revelado em abril de 2023.

## Recepção
A criação do Campeonato Mundial dos Pesos Pesados teve uma recepção mista. Alguns gostaram da ideia do título, achando que ele daria novas oportunidades para vários lutadores, mas outros foram críticos. Uma parte da base de fãs ficou desapontada por ele não dar continuidade à linhagem dos campeões do antigo Campeonato Mundial dos Pesos Pesados defendido na WWE de 2002 a 2013. Dave Scherer, do PWInsider, sentiu que, como Roman Reigns não participou do torneio inaugural, o Campeonato Mundial dos Pesos Pesados acabou parecendo um título secundário em relação ao seu Campeonato Indiscutível Universal da WWE. O ex-lutador da WWE e da Extreme Championship Wrestling, Tommy Dreamer, opinou que a criação do título parecia um prêmio de consolação, afirmando que dava a impressão de que ninguém seria capaz de derrotar Reigns. No entanto, ele elogiou o design do cinturão. Por outro lado, o membro do Hall da Fama da WWE, Booker T, declarou que não achava que o título parecia um cinturão secundário ou um prêmio de consolação, concordando com a ideia de que ele proporcionaria novas oportunidades, especialmente para lutadores mais jovens.
O comentarista da WWE, Corey Graves, disse que ter o título era ótimo, pois permitiria que o Raw e o SmackDown se identificassem como marcas separadas (já que a divisão das marcas havia sido relaxada no ano anterior), mas afirmou que, até Reigns ser derrotado, qualquer um que tivesse o Campeonato Mundial dos Pesos Pesados se sentiria inferior a Reigns. Scherer também achou que, quem quer que fosse finalmente derrotar Reigns, o impacto seria diminuído devido à existência do Campeonato Mundial dos Pesos Pesados. Antes de competir na final do torneio, o vice-campeão AJ Styles disse que era difícil argumentar que o novo título não fosse secundário em comparação ao campeonato indiscutível de Reigns, uma opinião compartilhada pelo membro do Hall da Fama da WWE, Kurt Angle, que, no entanto, elogiou o design do cinturão.

## Reinados

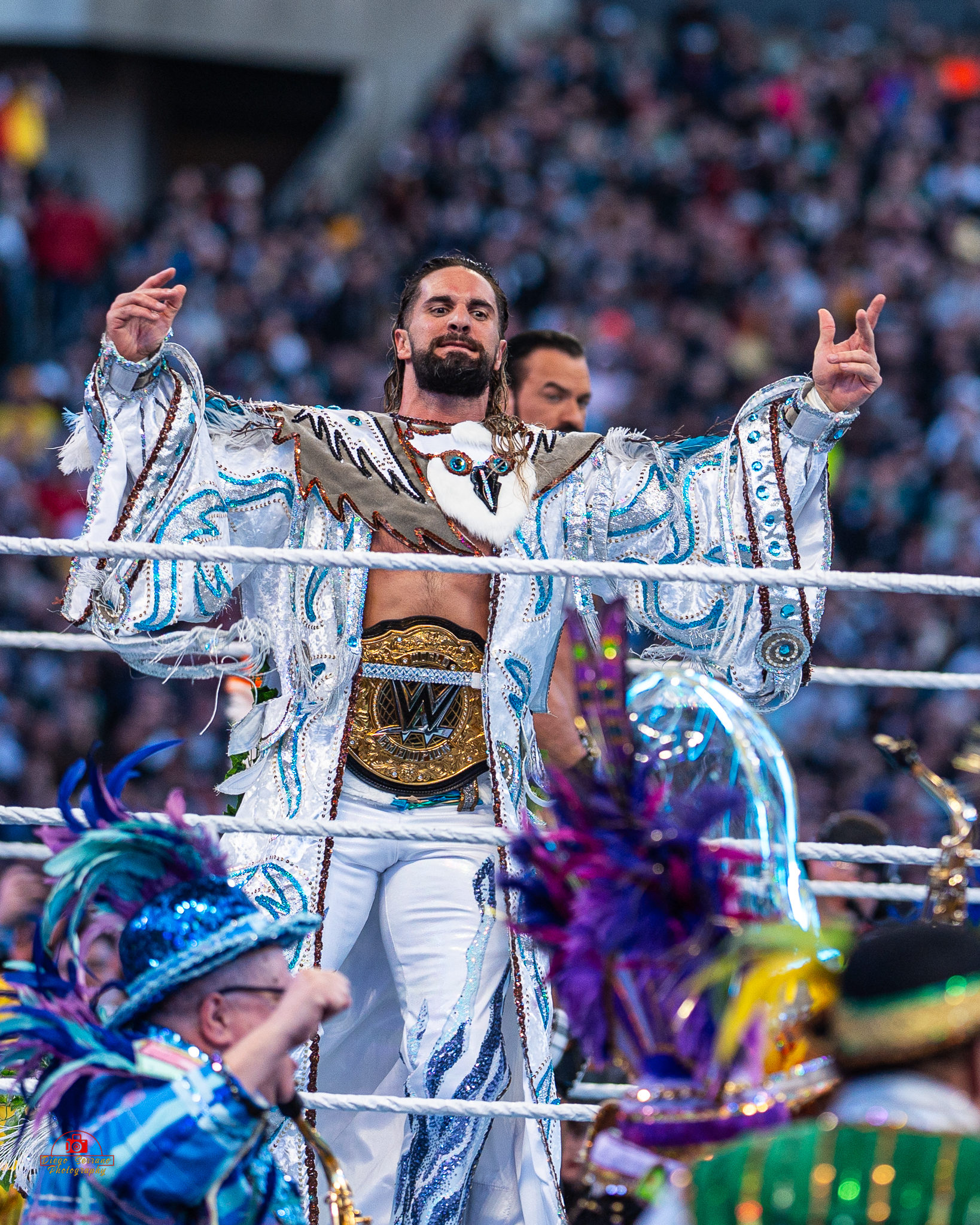
Duas vezes e atual campeão, Seth Rollins.

Em 3 de agosto de 2025, houve sete reinados entre seis campeões. O campeão inaugural foi Seth "Freakin" Rollins. Ele também tem o reinado mais longo com 316 dias, enquanto CM Punk tem o reinado mais curto com 5 minutos e 9 segundos. CM Punk é o detentor do título mais velho, aos 46 anos, enquanto Gunther é o mais jovem, aos 36. Rollins e Gunther possuem o maior número de reinados, com 2.
Seth Rollins é o atual campeão em seu segundo reinado. Ele conquistou o título ao derrotar o campeão anterior CM Punk após fazer o cash-in do contrato Money in the Bank na Noite 1 do SummerSlam, em 2 de agosto de 2025, em East Rutherford, Nova Jérsei, logo após Punk derrotar Gunther pelo título.
| N.º               | Ordem do reinado na história                               |
| Reinado           | Número do reinado daquele lutador                          |
| Dias              | Número de dias em que manteve o título                     |
| Dias reconhecidos | Número de dias que o reinado foi reconhecido pela promoção |
| +                 | Indica o reinado atual                                     |

|   | WWE: Raw               |                     |                         |                      |   |     |     | |        |
| 1 | Seth "Freakin" Rollins | 27 de maio de 2023  | Night of Champions      | Gidá, Arábia Saudita | 1 | 316 | 316 | O título foi estabelecido e atribuído ao Raw depois que o Campeonato Indiscutível Universal da WWE se tornou exclusivo do SmackDown após o Draft de 2023 da WWE. Rollins derrotou AJ Styles na final do torneio para se tornar o campeão inaugural. | [ 22 ] |
| 2 | Drew McIntyre          | 7 de abril de 2024  | WrestleMania XL Noite 2 | Filadélfia, PA       | 1 | <1  | <1  | | [ 23 ] |
| 3 | Damian Priest          | 7 de abril de 2024  | WrestleMania XL Noite 2 | Filadélfia, PA       | 1 | 118 | 118 | Priest descontou seu contrato do Money in the Bank. | [ 23 ] |
| 4 | Gunther                | 3 de agosto de 2024 | SummerSlam              | Cleveland, OH        | 1 | 259 | 258 | | [ 24 ] |
| 5 | Jey Uso                | 19 de abril de 2025 | WrestleMania 41 Noite 1 | Paradise, NV         | 1 | 51  | 51  | | [ 25 ] |
| 6 | Gunther                | 9 de junho de 2025  | Raw                     | Phoenix, AZ          | 2 | 54  | 54  | | [ 26 ] |
| 7 | CM Punk                | 2 de agosto de 2025 | SummerSlam Noite 1      | East Rutherford, NJ  | 1 | <1  | <1  | | [ 21 ] |
| 8 | Seth Rollins           | 2 de agosto de 2025 | SummerSlam Noite 1      | East Rutherford, NJ  | 2 | 1+  | 1+  | Este foi o cash-in do contrato Money in the Bank de Rollins. | [ 21 ] |